# Raymond Chandler
Raymond Thornton Chandler (Chicago, 23 de julio de 1888 - La Jolla, California, 26 de marzo de 1959) fue un escritor estadounidense de novela negra.
Fue un novelista y guionista británico-estadounidense. En 1932, a la edad de cuarenta y cuatro años, Chandler se convirtió en escritor de novela policíaca tras perder su trabajo como ejecutivo de una compañía petrolera durante la Gran Depresión. Su primer relato corto, "Los chantajistas no disparan", se publicó en 1933 en Black Mask, una popular revista pulp. Su primera novela, El sueño eterno, se publicó en 1939. Además de sus relatos, Chandler publicó siete novelas a lo largo de su vida (una octava, en curso en el momento de su muerte, fue terminada por Robert B. Parker). Todas menos Playback' han sido llevadas al cine, algunas en más de una ocasión. Un año antes de su muerte, fue elegido presidente de la Mystery Writers of America.
Chandler ejerció una inmensa influencia estilística en la literatura popular estadounidense. Es uno de los fundadores de la escuela hardboiled de ficción detectivesca, junto con Dashiell Hammett, James M. Cain y otros escritores de Máscara Negra. El protagonista de sus novelas, Philip Marlowe, al igual que el Sam Spade de Hammett, es considerado por algunos sinónimo de "detective privado". Ambos fueron interpretados en el cine por Humphrey Bogart, a quien muchos consideran la quintaesencia de Marlowe.
El sueño eterno ocupó el segundo lugar en la encuesta de la Crime Writers Association sobre las 100 mejores novelas policíacas; Farewell, My Lovely' (1940), La dama del lago (1943) y El largo adiós (1953) también entraron en la lista.  Esta última novela fue elogiada en una antología de relatos policíacos estadounidenses como "posiblemente el primer libro desde La llave de cristal de Hammett, publicado más de veinte años antes, que se califica como una novela seria y significativa de la corriente principal que casualmente posee elementos de misterio". Chandler fue también un crítico perspicaz de la ficción detectivesca; su "The Simple Art of Murder" es el ensayo canónico en este campo. En él escribió: "Por estas calles mezquinas debe ir un hombre que no sea él mismo mezquino, que no esté manchado ni tenga miedo. El detective debe ser un hombre completo, un hombre corriente y, sin embargo, un hombre fuera de lo común. Debe ser, por usar una frase bastante gastada, un hombre de honor, por instinto, por inevitabilidad, sin pensarlo y, desde luego, sin decirlo. Debe ser el mejor hombre de su mundo y un hombre lo bastante bueno para cualquier mundo". 
Parker escribió que, con Marlowe, "Chandler parece haber creado el héroe americano culminante: espabilado, esperanzado, reflexivo, aventurero, sentimental, cínico y rebelde: un inocente que sabe más, un romántico lo bastante duro como para sostener el romanticismo en un mundo que ha visto al eterno lacayo sujetarse el abrigo y soltar una risita". Viviendo en el final del Lejano Oeste, donde el sueño americano se quedó sin espacio, ningún héroe ha sido nunca más congruente con su paisaje. Chandler tenía el héroe adecuado en el lugar adecuado, y lo involucró en la consideración del bien y del mal precisamente en el momento en que nuestra certeza central del bien ya no se sostenía."

## Biografía

### Primeros años
Chandler nació en 1888 en Chicago, hijo de Florence Dart (Thornton) y Maurice Benjamin Chandler. Pasó sus primeros años en Plattsmouth, Nebraska, viviendo con su madre y su padre cerca de su tía (hermana de su madre) y su tío y sus primos. El padre de Chandler, un ingeniero civil alcohólico que trabajaba para el ferrocarril, abandonó a la familia.  Para conseguir la mejor educación posible para Ray, su madre, originaria de Irlanda, los trasladó a la zona de Upper Norwood en lo que hoy es el distrito londinense de Croydon, Inglaterra en 1900.  Otro tío, un abogado de éxito en Waterford, Irlanda, les apoyó a regañadientes 
mientras vivían con la abuela materna de Chandler. Raymond era primo hermano del actor Max Adrian, miembro fundador de la Royal Shakespeare Company; la madre de Max, Mabel, era hermana de Florence Thornton. Chandler recibió una educación clásica en el Dulwich College de Londres (un colegio público entre cuyos antiguos alumnos se encuentran los escritores P. G. Wodehouse y C. S. Forester). Pasó algunos de los veranos de su infancia en Waterford con la familia de su madre. No fue a la universidad, sino que pasó una temporada en París y Múnich mejorando sus conocimientos de lenguas extranjeras. En 1907, se naturalizó como súbdito británico para poder presentarse al examen del civil service, que aprobó. A continuación, obtuvo un empleo en el Almirantazgo, que duró poco más de un año. Durante ese tiempo publicó su primer poema.
Tras un breve trabajo en el Almirantazgo, que abandonó a causa de no simpatizar con la conducta militar, trabajó como reportero para el London Daily Express y para la Bristol Western Gazette (1908-12). Publicó 27 poemas y su primer relato The Rose Leaf Romance antes de regresar a los Estados Unidos en 1912 con dinero prestado por su tío. Visitó a su madre y sus otros tíos y se instaló en San Francisco, donde aprendió contabilidad por correspondencia, y luego en Los Ángeles, con su madre, en 1913. Participó en la Primera Guerra Mundial como soldado de los Gordon Highlander de Canadá en las trincheras del frente francés y estaba preparándose como piloto de guerra de la RAF cuando la guerra terminó y regresó a California, donde viviría ya el resto de su vida, trabajando como empleado de banca.
Al morir su madre en 1924, se casó con Pearl Cecily Bowen (Cissy Pascal), dieciocho años mayor que él, una mujer con la que ya había entablado relaciones -no aprobadas por su madre-, cuando estaba casada, y una vez divorciada y celebrado el matrimonio, este duró casi treinta años, hasta el fallecimiento de ella en 1954, aunque no tuvo hijos. En 1932, Chandler había logrado ser nombrado vicepresidente del Dabney Oil Syndicate en Signal Hill (California), pero perdió este lucrativo trabajo a causa de su alcoholismo, su absentismo y sus numerosas aventuras con las secretarias. En 1933, a los 45 años y en medio de la Gran Depresión, se dedicó por entero a escribir en pulps, populares revistas de ficción criminal impresas en papel barato.
Su prosa no carece de cualidades estéticas: su estilo supera el impresionismo de Hammet y es característicamente irónico y frecuente en rasgos de ingenio cáustico, sobre todo, en los diálogos. Gracias a él, la novela negra ganó una dignidad literaria desconocida hasta entonces. Su primer cuento fue Blackmailers Don't Shoot, para la revista Black Mask, un pulp dedicado a los relatos de acción; desde entonces no abandonó el género.
Chandler reconoce que empezó a escribir imitando a Dashiell Hammett, pero su estilo es muy diferente: Hammett es seco e impresionista, y Chandler irónico y cínico. Entre 1933 y 1939, produjo 19 relatos, en los que empezó a definir su propio estilo y donde sus personajes empezaron a mostrar algunos de los rasgos que después definirían a Marlowe: ingenio, mordacidad, idealismo y honradez.
De Hammett toma la denuncia de la sociedad americana de la época, donde el dinero y la búsqueda del poder son los motores verdaderos de las relaciones humanas, con sus consecuentes secuelas de crímenes, marginación e injusticia. Reflexionó sobre el arte de la novela policiaca en su ensayo El simple arte de matar (1950).
A los 51 años aparece su primera novela, El sueño eterno (1939), donde Marlowe aparece por primera vez. El detective se mueve por los bajos fondos de la ciudad de Los Ángeles, en principio para evitar el infarto de un millonario, rescatando a su hija menor de un chantaje; se considera, sin embargo, que su mejor novela es El largo adiós (1953), una obra en la que reflexiona sobre la lealtad, la amistad y el amor en el contexto de varios crímenes en la alta sociedad californiana. En 1943 se le propuso trabajar en Hollywood adaptando el guion de Double Indemnity (Perdición), sobre la novela de James Cain, dirigida por Billy Wilder. Tras la muerte de su esposa en 1954, el escritor sufrió fuertes depresiones, aumentó su alcoholismo e intentó suicidarse en dos ocasiones.
El Noir In Festival, que se celebra cada diciembre en el municipio italiano de Courmayeur, otorga desde 1991 un premio Raymond Chandler de novela negra en su honor.

### Como escritor
En una situación económica apurada durante la Gran Depresión, Chandler recurrió a su talento latente para la escritura para ganarse la vida, enseñándose a sí mismo a escribir pulp fiction analizando e imitando una novela de Erle Stanley Gardner. El primer trabajo profesional de Chandler, "Los chantajistas no disparan", se publicó en la revista Black Mask en 1933. Según el historiador del género Herbert Ruhm, "Chandler, que trabajaba lenta y minuciosamente, revisando una y otra vez, había tardado cinco meses en escribir la historia.  Erle Stanley Gardner podía escribir una historia pulp en tres o cuatro días, y se calcula que escribió unas mil". 
Su primera novela, El sueño eterno, se publicó en 1939, con el detective Philip Marlowe, hablando en primera persona.  En 1950, Chandler describió en una carta a su editor inglés, Hamish Hamilton, por qué empezó a leer revistas pulp y más tarde escribió para ellas:
Vagando por la costa del Pacífico en automóvil empecé a leer revistas pulp, porque eran lo bastante baratas como para tirarlas y porque nunca me gustaron el tipo de cosas que se conocen como revistas femeninas. Esto fue en los grandes días de la "Máscara Negra" (si puedo llamarlos grandes días) y me llamó la atención que algunos de los escritos eran bastante contundentes y honestos, aunque tenían su aspecto crudo. Decidí que podría ser una buena manera de intentar aprender a escribir ficción y, al mismo tiempo, cobrar una pequeña cantidad de dinero.  Dediqué cinco meses a una novela de 18 000 palabras y la vendí por 180 dólares. Después de aquello, nunca volví la vista atrás, aunque pasé muchos periodos incómodos mirando hacia delante. 
Su segunda novela de Marlowe, Adiós, mi amor (1940), se convirtió en la base de tres versiones cinematográficas adaptadas por otros guionistas, incluida la película de 1944 Asesinato, mi amor, que supuso el debut en la pantalla del personaje de Marlowe, interpretado por Dick Powell (cuya representación de Marlowe fue aplaudida por Chandler). El éxito literario y las adaptaciones cinematográficas hicieron que el propio Chandler se convirtiera en guionista. Él y Billy Wilder coescribieron Double Indemnity (1944), basada en la novela del mismo título de James M. Cain. El noir guion fue nominado a un Premio de la Academia. Dijo Wilder: "Yo me limitaba a guiar la estructura y también hacía gran parte de los diálogos, y él (Chandler) entonces comprendía y empezaba a construir también." Wilder reconoció que el diálogo que hace que la película sea tan memorable era en gran parte de Chandler.
El único guion original producido por Chandler fue La dalia azul (1946). No había escrito un desenlace para el guion y, según el productor John Houseman, Chandler llegó a la conclusión de que sólo podría terminar el guion si estaba borracho, con la ayuda de secretarias y chóferes las veinticuatro horas del día, a lo que Houseman accedió. El guion le valió a Chandler su segunda nominación al Oscar como guionista.
Chandler colaboró en el guion de Alfred Hitchcock  Extraños en un tren de Alfred Hitchcock (1951), una irónica historia de asesinatos basada en Patricia Highsmith novela de Patricia Highsmith, que él consideraba inverosímil. Chandler se enfrentó a Hitchcock y dejaron de hablarse después de que Hitchcock oyera que Chandler se había referido a él como "ese gordo cabrón".
En 1946, los Chandler se trasladaron a La Jolla, un acomodado barrio costero de San Diego, California, donde Chandler escribió otras dos novelas de Philip Marlowe, El largo adiós y su última obra terminada, Playback. Esta última deriva de un guion no producido de un drama judicial que había escrito para Universal Studios.
Cuatro capítulos de una novela, inacabados a su muerte, fueron transformados en una última novela de Philip Marlowe, Poodle Springs, por el escritor de misterio y admirador de Chandler Robert B. Parker, en 1989. Parker comparte la autoría con Chandler. Parker escribió posteriormente una secuela de The Big Sleep titulada Perchance to Dream, salpicada de citas de la novela original. El último relato corto de Chandler sobre Marlowe, hacia 1957, se titulaba "El lápiz". Más tarde sirvió de base para un episodio de la miniserie de la HBO (1983-86), Philip Marlowe, detective privado, protagonizada por Powers Boothe como Marlowe.
En 2014 se descubrió "La princesa y el vendedor ambulante" (1917), una opereta cómica desconocida hasta entonces, con libreto de Chandler y música de Julian Pascal entre los fondos no catalogados de la Biblioteca del Congreso. La obra nunca fue publicada ni producida. Ha sido descartada por el patrimonio de Raymond Chandler como "no más que... una curiosidad"." Un pequeño equipo bajo la dirección del actor y director Paul Sand está buscando permiso para producir la opereta en Los Ángeles.

## Obra

### Novelas
- 1939 - The Big Sleep (El sueño eterno, en Adiós, muñeca; El sueño eterno; La hermana pequeña. Traducciones de Josep Elías, José Antonio Lara y Juan Vignoly, Barcelona, Orbis,1985)
- 1940 - Farewell, My Lovely (Adiós, muñeca, en Adiós, muñeca; El sueño eterno; La hermana pequeña. Traducciones de Josep Elías, José Antonio Lara y Juan Vignoly. Barcelona: Orbis,1985)
- 1942 - The High Window (La ventana siniestra. Traducción de Manuel Barberá. Buenos Aires: Ediciones Poseidón,1944; también La ventana alta. Traducción de Juan Manuel Ibeas Delgado. Madrid: Alianza Editorial, 2006)
- 1943 - The Lady in the Lake (La dama del lago. No aparece el traductor. Buenos Aires: Emecé Ed., 1961; también La dama del lago. Traducción de Carmen Criado Fernández. Madrid: Alianza Editorial, 2007)
- 1949 - The Little Sister (La hermana pequeña, en Adiós, muñeca; El sueño eterno; La hermana pequeña. Traducciones de Josep Elías, José Antonio Lara y Juan Vignoly, Barcelona, Orbis,1985)
- 1953 - The Long Goodbye (Premio Edgar 1955) (El largo adiós, en El largo adiós; El sueño eterno. Traducción de José Antonio Lara. Barcelona: Círculo de lectores, 1974)
- 1958 - Playback (Cocktail de barro. Traducido por Manuel de la Escalera. Barcelona: Plaza y Janés, 1962; Playback. Traducido por Gabriela Bustelo. Madrid: Alianza Editorial, 2007) basada en un guion sin producir.
- 1959 - Poodle Springs (La historia de Poodle Springs. Recopilado por Robert B. Parker. Traducción de Mónica Rubio Fernández. Madrid: Debate, 1989), novela incompleta.

### Guiones
- Perdición (Double Indemnity, 1944), dirigida por Billy Wilder, guion de Wilder y Chandler, basada en la novela homónima de James M. Cain.
- La dalia azul (The Blue Dahlia, 1946), dirigida por George Marshall.
- Extraños en un tren (Strangers on a Train, 1951), dirigida por Alfred Hitchcock, guion de Whitfield Cook, Czenzi Ormonde y Chandler, basada en la novela de Patricia Highsmith.
- Playback (1948), sin producir.

### Historias cortas
- Five Murderers (Cinco asesinos) (1944)
- Trouble is My Business (1950)
- The Simple Art of Murder (1950) (El simple arte de matar)
- Pickup on Noon Street (1953)
- Killer in the Rain (1964) (Asesino bajo la lluvia)
- The Smell of Fear (1965)
- The Notebooks of Raymond Chandler (1976)
- Selected Letters of Raymond Chandler (1981)
- Raymond Chandler: Stories and Early Novels (1995)

## Premios y distinciones
Premios Óscar
| Año  | Categoría            | Película      | Resultado |
| ---- | -------------------- | ------------- | --------- |
| 1945 | Mejor guion          | Perdición     | Nominado  |
| 1947 | Mejor guion original | La dalia azul | Nominado  |